# Still (I love you still)
Still (I love you still) is een lied van Willy DeVille. Hij bracht het in 1995 uit op een single met op de B-kant het nummer When you're away from me. Ook verscheen er nog een cd-single, waarop twee versies van het nummer staan: een album- en een radioversie. De single kwam in de nadagen van de carrière van DeVille en kende alleen een bescheiden notering in Duitsland. Het nummer verscheen verder op zijn album Loup garou, waarvan de titel een Franse benaming is voor de weerwolf in de folklore. 
In 1997 verscheen een cover van dit nummer van Piet Veerman op zijn album Mi vida (My life), waarop een combinatie van Engelstalige en Spaanstalige nummers staat.
In een lied zingt een man dat vogels komen, mensen vertrekken en er veranderingen zullen zijn. Maar wat niet verandert, is dat hij nog steeds van zijn geliefde houdt.